# گلزاریگن (هیرمند)
گلزاریگن یک روستا در ایران است که در استان سیستان و بلوچستان واقع شده‌است. گلزاریگن ۱۵۶ نفر جمعیت دارد.